# 柯遠芬
柯遠芬（1908年—1996年6月15日）是中華民國軍事人物，名桂榮，字遠芬，以字行，廣東省梅州市梅縣客家人。黃埔四期生，陸軍大學南京第一期畢業。陳儀任福建省政府主席期間，經福建省保安處黃珍吾推薦，在福建省保安處當參謀長。1944年奉調蔣介石委員長侍從室當參謀。戰後受陳儀邀請出任台灣省警備總部參謀長。越南戰爭時期，曾任中華民國駐越軍事顧問團長。屬軍統系。

## 二二八事件中之處理態度與做法
二二八事件中，濫捕濫殺，柯遠芬扮演重要角色。在2月28日事件爆發之初以「陰謀論」認定「奸偽已經混入群眾中，積極地在煽動」，又急於建功；白崇禧回憶錄指柯在綏靖清鄉會議上曾說：「有些地方上的暴民和土匪結群成黨，此等暴民淆亂地方，一定要懲處，寧可枉殺九十九個，只要殺死一個真的就可以」並引用列寧的話說「對敵人寬大，就是對同志殘酷」，引起在場的白糾正「古人說行一不義，殺一不辜而得天下者不為。」白還沈痛地表示：「今後對於犯案人民要公開逮捕，公開審訊，公開法辦，若暗中逮捕處置，即不冤枉，也可被人民懷疑為冤枉。
林木順在著作《台灣二月革命》中指稱：「（3月9日）上午10時，柯遠芬引導監察委員兼監察院特派臺灣監察使楊亮功到圓山陸軍倉庫前面廣場，指遍倒在廣場上的數百具屍體說：這些就是昨晚進攻這個倉庫，被國軍擊斃的奸匪暴徒。楊亮功無言。後來楊亮功對他的跟隨人透露：倉庫附近並沒有戰鬥過的跡象，死者都是十八、九歲的中學生，又沒有攜帶武器……這數百名十八、九歲的中學生，就是昨晚在市內各派出所維持治安，而機槍步槍齊響以前，被憲警、林頂立的『行動隊』和許德輝的『忠義服務隊』所拘捕、押到圓山倉庫前面廣場，被國軍擊斃的。」但楊亮功與何漢文聯名提交「調查『二二八事件』報告」與「台灣善後辦法建議案」，報告中卻說：軍警死傷比台灣人嚴重，外省人死五十七人、傷一三六四人、失蹤十人；本省人暴徒被擊斃四十三人、俘獲八十五人、自新者3,023人。
在二二八事件時有多名台灣仕紳被柯遠芬拘禁，其家族往往需要透過政治力量以及用金錢來疏通，才能讓他們被釋放。板橋林家中，林宗賢與林衡道等人都曾被柯遠芬拘捕。
劉闊才在二二八事件中於4月2日被逮捕，4月29日獲得釋放。中央研究院從史料中發現，劉闊才的家人為保其性命，付出「保命錢」五百萬台幣，四百萬用來贖劉闊才，另外一百萬台幣幫忙贖其他四人，而四百萬台幣中，有一百五十萬送給柯遠芬。當時情治人員曾針對此案調查，但全案呈報到國防部保密局台灣站站長林頂立後，林頂立包庇柯遠芬。
1947年4月17日，國防部長白崇禧上簽呈給蔣中正指稱「柯遠芬處事操切、濫用職權，對此次事變舉措尤多失當，且賦性剛愎、不知悛改，擬請與以撤職處分，已示懲戒而平民忿。」（《大溪檔案》）。

## 二二八事件之後
曾至胡璉所辦的怒潮學校任校長。43歲晉升中將，任金防部政治部主任兼金門縣縣長，經歷過八二三砲戰，1960年代越南戰爭時赴西貢擔任中華民國駐越軍事顧問團團長，後以中將退伍。後來避居美國。1989年柯遠芬應歷史學家、中央研究院院士張玉法之邀請口述歷史，自認爲對二二八事件的處理是正確的，至於造成那樣的後果，是始料未及，所以他不認爲要負責任。